# Dichotomanthes tristaniicarpa
Genre
Espèce
Classification phylogénétique
Dichotomanthes est un genre monotypique de plantes à fleurs de la famille des Rosaceae. La seule espèce est Dichotomanthes tristaniicarpa, endémique du centre de la Chine. La fleur est périgyne (sépales, pétales et étamines autour du bord de l'ovaire), l'ovaire est supère. Le fruit de la plante est un akène sec.

## Habitat et répartition
Endémique du centre de la Chine, cet arbuste pousse dans les forêts mixtes sempervirentes, en lisière de forêt et sur les coteaux, à des altitudes de 1 300 à 2 500 m dans les provinces chinoises du Sichuan et du Yunnan.

## Description
C'est un petit arbuste qui atteint une taille de 2 à 7 m de hauteur. Les bourgeons sont gris-brun à grisâtre-brun lorsqu'ils sont vieux ; ovoïdes, initialement tomenteux, perdants progressivement leurs poils. Les apex sont obtus ou aigus. Les pétioles font de 4 à 6 mm d'épaisseur, blanc jaunâtre épais tomenteux ; les stipules sont caduques, filiformes, à limbes elliptiques à oblong-lancéolés, parfois obovales ou oblancéolés, de 3-6 × 1,5-2,5 cm, à nervures latérales en 7–12 paires, le dessous densément tomenteux blanc jaunâtre. Les inflorescences, de 2-5 × 3-6 mm, ont des rachis et pédoncules tomenteux blanc jaunâtre ; les bractées sont caduques, lancéolées, membraneuses. Les pédicelles de 1–3 mm. Les fleurs mesurent de 5 à 9 mm de diamètre. Les pétales sont blancs, de 3–4 mm. Les fruits sont rouges, cylindriques de 5–7 mm, durs. La floraison a lieu d'avril à mai, la fructification d'août à novembre.

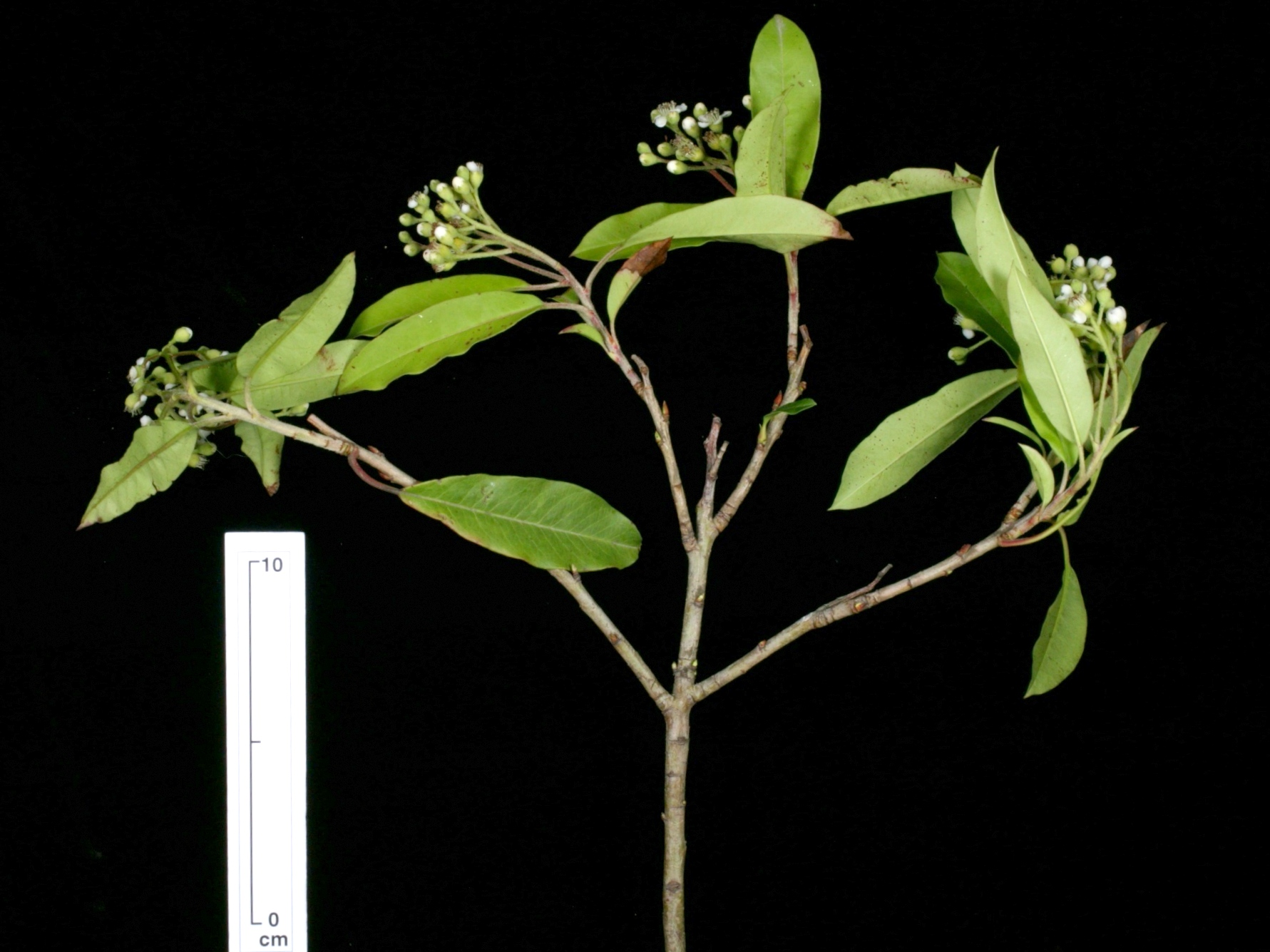
Branche avec corymbes de fleurs.
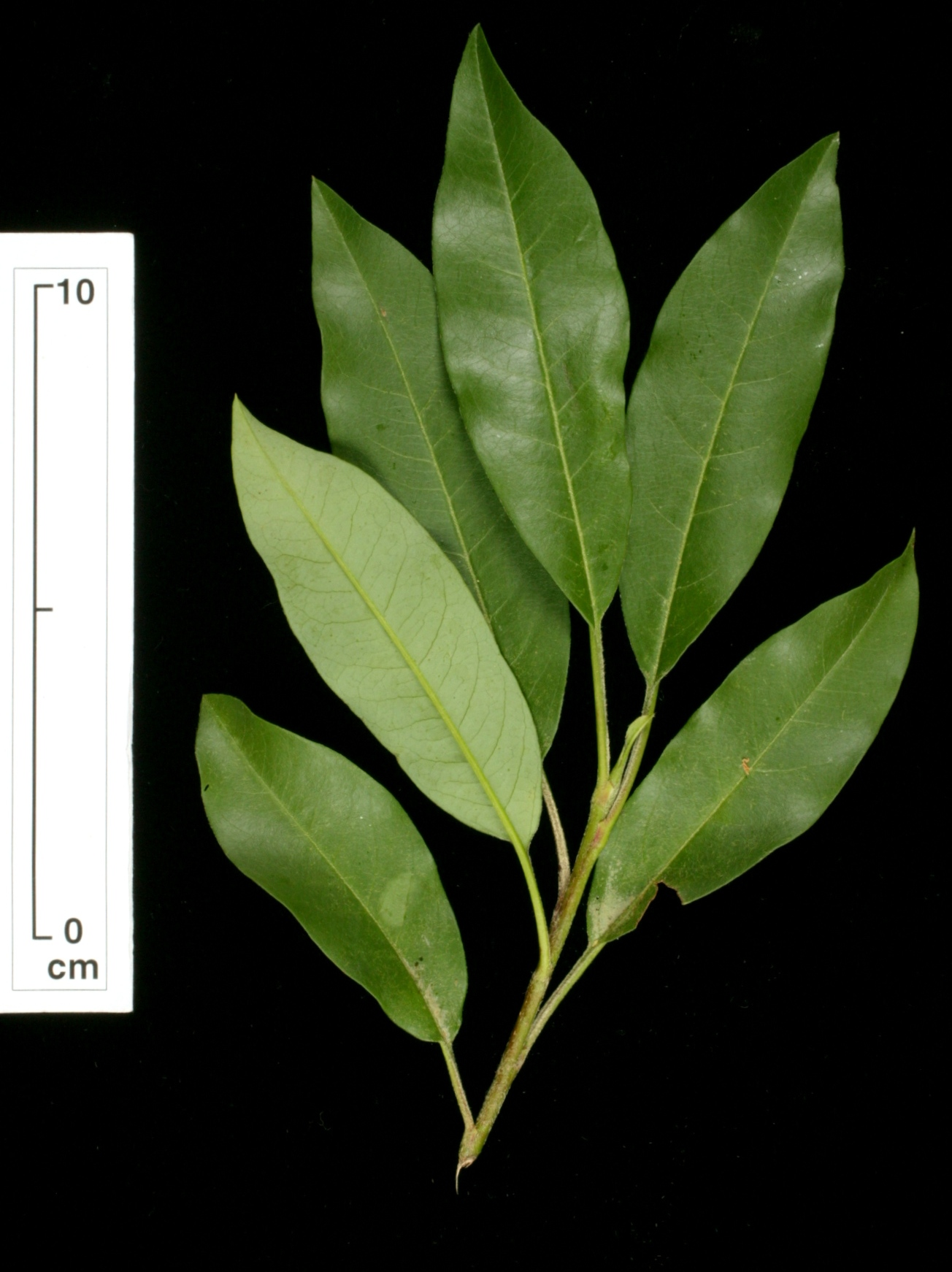
Feuilles et disposition des feuilles.
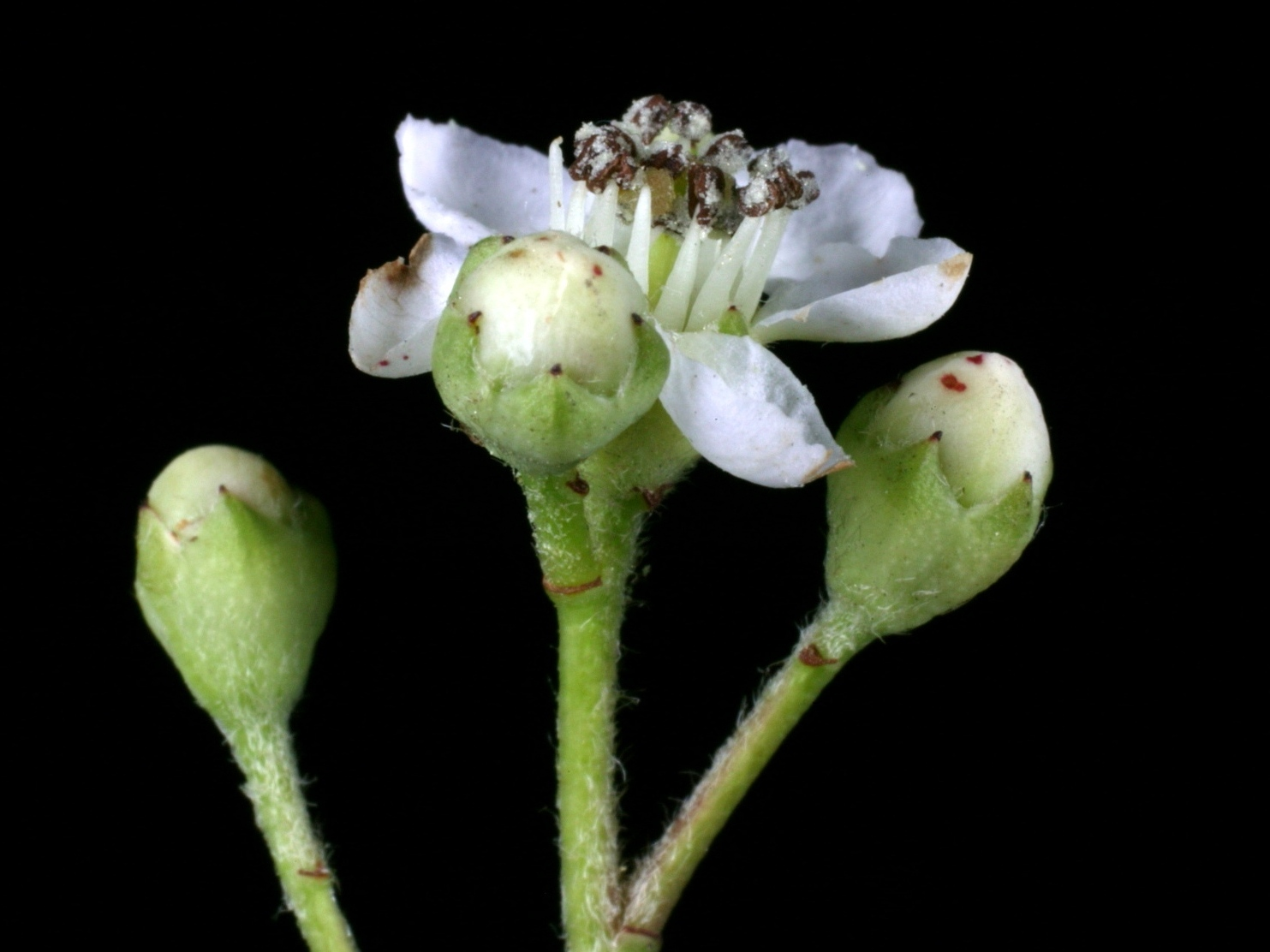
Fleur ouverte et fleurs en bouton.
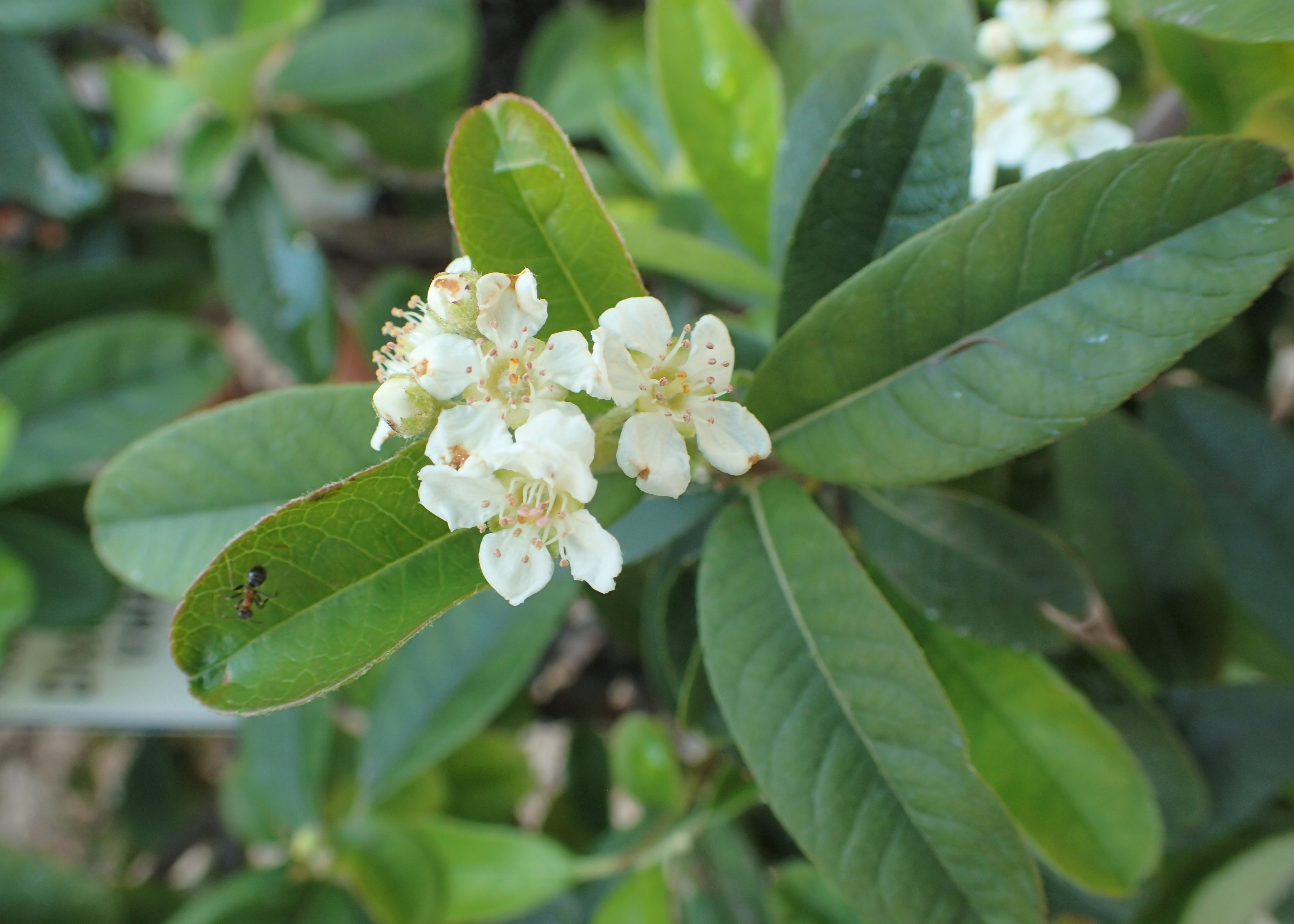
Fleurs ouvertes sur un rameau.

## Systématique
Le nom correct complet (avec auteur) de ce taxon est Dichotomanthes tristaniicarpa Kurz, 1873. En 2018, il a été proposé de placer l'espèce dans le genre Pyrus sous le nom Pyrus tristaniicarpa mais cette nouvelle combinaison n'a pas été retenue.
Dichotomanthes tristaniicarpa a pour synonymes selon GBIF (22 août 2023) :
- Dichotomanthes tristaniicarpa f. glabrata (Rehder) C.Y.Wu & Lihua Zhou
- Dichotomanthes tristaniicarpa var. tristaniicarpa
- Pyrus tristaniicarpa (Kurz) M.F.Fay & Christenh.

Deux variétés sont reconnues par Plants of the World online (POWO) (22 août 2023) :
- Dichotomanthes tristaniicarpa var. glabrata Rehder & E.H.Wilson
- Dichotomanthes tristaniicarpa var. tristaniicarpa